# Colección de Arte Prohibido de Tatxo Benet
La Colección de Arte Prohibido de Tatxo Benet es una colección privada creada a partir de importantes obras de arte que han sido perseguidas, denunciadas o censuradas. La colección de arte fue impulsada por el empresario y periodista catalán Tatxo Benet con el fin de reivindicar la libertad de expresión. En febrero de 2018 comenzó su colección de arte contemporáneo, bautizada bajo el nombre de Censored, con más de setenta piezas censuradas a lo largo de la historia del arte, y que cuenta con obras de Andrés Serrano, Abel Azcona, Tania Bruguera, Ai Weiwei, Francisco de Goya, Pablo Picasso, Santiago Sierra, Robert Mapplethorpe o León Ferrari. En septiembre de 2020 se expuso parte de la colección en el Centro de Arte La Panera y en el Museo de Lérida. En el año 2023 se abrió el Museo del Arte Prohibido que alberga la colección en la el palacio modernista Casa Garriga Nogués en la ciudad de Barcelona.

## La colección
En febrero de 2018 comenzó su colección de arte contemporáneo bautizada bajo el nombre de Censored compuesta en la actualidad por más setenta piezas reconocidas en la historia del arte contemporáneo.

### Cristo del Pis
- Artista: Andres Serrano. Fotografía de 1,52 m x 1,02 m. Año de creación: 1987. Año de incorporación a la colección: 2019.

La obra Inmersión también conocida como Cristo del pis, por su traducción de la obra en inglés Piss Chris. La obra consistente en una fotografía, fue  creada en 1987 por el artista americano Andres Serrano. La imagen muestra un crucifijo sumergido en un tanque lleno de la propia orina del artista. La pieza fue la ganadora de los Premios de Arte Visual del Centro de Arte Contemporáneo de Southeastern. La obra ha generado mucha controversia por ser considerada arte blasfemo. Andres Serrano ha dicho respecto a la controversia que nunca buscaba ofender ni lo había pensado a la hora de crear la obra. Ya que el mismo se considera católico y seguidor de Cristo. El medio principal de la obra es la Fotografía con una Performance. La imagen final nos muestra un crucifijosumergido en lo que en apariencia parece ser un líquido amarillo. El artista ha descrito la sustancia líquida como su orina propia en un recipiente. La fotografía forma parte de una serie de fotografías de Serrano donde sumergía diferentes objetos en diferentes tipos de líquidos, como leche, sangre u orina. Dos años después, en 1985 creó el Cristo de la Sangre. La fotografía mide 150cm por 100 cm impresa en Cibachrome. Sus colores están profundamente saturados. La obra presenta colores dorados y rosados. Si no fuera por las declaraciones del artista respecto al líquido de la obra, el espectador podía pensar que veía ámbaro poliuretanoen lugar de orina.
En 1987, el Cristo del Pis de Serrano fue expuesto en la Galería Stux de Nueva York y fue muy bien recibida La polémica llegó más tarde cuando la obra fue expuesta en 1989 con grandes detractores, incluyendo Senadores de Estados Unidos como Al D'Amato y Jesse Helms, indignados porque Serrano vendió la obra por quince mil dólares. Serrano ha recibido amenazas de muerte y correos de odio, y ha perdido subvenciones y exposiciones debido a la controversia. Otros alegaron que la financiación del Gobierno al Cristo del Pis violó la separación de iglesia y estado. El Cristo del Pis fue una de las obras principal en la Whitney Bienal de 2006 comisariada en torno a la identidad, la política y la desobediencia El 17 de abril de 2011 una copia del Cristo del Pis fue atacada en varias ocasiones en el Museo de Arte Contemporáneo de Aviñón, Francia. En 2019 la obra fue adquirida por Tatxo Benet para formar parte de la colección de arte contemporáneo Censored.

### Amén o La Pederastia
Amén o La Pederastia es de Abel Azcona. Es una instalación orgánica de 7,50 m x 1,20 m y seis cuadros documentales de 1,50 m x 1,00 m. Año de creación: 2015. Año de incorporación a la colección: 2018.
La obra fue bautizada como Amén  pero más conocida por La Pederastia. En una performance de varios meses de duración Azcona acude a eucaristías de iglesias y parroquias, donde el artista guarda la oblea u hostia consagrada entregada a los asistentes en la comunión. Reunidas doscientas cuarenta y dos obleas u hostias consagradas, cifra correspondiente a los casos denunciados en el norte de España en la última década, forma una instalación orgánica en la que se podía leer la palabra Pederastia. A finales de 2015 un fragmento de la obra es seleccionada para formar parte de la exposición retrospectiva que la ciudad de Pamplona le dedica en el interior del Monumento a los Caídos. La obra es ubicada en el altar del antiguo monumento, que anteriormente era la antigua catedral de Pamplona, pero en el momento de la muestra se encuentra desacralizada.
Al día siguiente de la inauguración de la muestra se multiplicaron las voces en contra de la obra, con múltiples manifestaciones, concentraciones y actos a favor del cierre de la misma. Definida por la Iglesia Católica en numerosas ocasiones como la mayor ofensa a la creencia cristiana. El autor documenta todas las manifestaciones y situaciones de confrontación y las incluye como parte de la obra, entendiendo la obra como arte procesual. De la misma forma, ha mantenido más de cinco años de procesos judiciales por denuncias y querellas por la obra ante diferentes tribunales y entes judiciales. La demanda con mayor repercusión fue llevada a cabo por la archidiócesis de Pamplona y Tudela, en representación de la Iglesia Católica. La Iglesia católica demandó a Azcona ante el Tribunal Superior de Justicia de Navarra por tres delitos. El delito de profanación y blasfemia, el delito de odio y el ataque contra la libertad y los sentimientos religiosos. En la misma causa se sumaron la Delegación del Gobierno en Navarra, durante el gobierno del Partido Popular y la entidad Abogados Cristianos, esta última mediante una querella criminal contra Abel Azcona. La obra obtuvo una dimensión pública a raíz de numerosas manifestaciones multitudinarias y concentraciones contra Azcona, y eucaristías de reparación celebradas por los respectivos obispos en catedrales españolas y latinoamericanas. Las tres primeras demandas fueron ganadas por Azcona, con el archivo de las querellas, pero fue demandado y perseguido en numerosas ocasiones más. Archivada la causa del Tribunal Superior de Justicia de Navarra, la querella grupal fue presentada al Tribunal Supremo y es nuevamente archivada. La entidad Abogados Cristianos, esta vez en solitario, decidió demandar a España al Tribunal Europeo de Derechos Humanos de Estrasburgo, por no condenar al artista, y según ellos, protegerlo. Cada vez que la obra era expuesta, la querella volvía formularse, por lo que Azcona fue citado en el Tribunal de justicia de Palma de Mallorca y en el Tribunal de justicia de Barcelona. Cinco años de procesos judiciales por las obras críticas con la Iglesia católica y más concretamente, con la pederastia. En las últimas demandas de la Iglesia católica, Azcona decidió declararse en desobediencia, y los denunciantes incluyeron el delito de obstrucción a la justicia en sus querellas.
Al presentar el Tribunal de justicia de Barcelona una orden judicial de búsqueda y captura contra el artista, al no declarar hasta en tres ocasiones, Azcona decidió exiliarse e instalarse en Portugal, en la ciudad de Lisboa, en el año 2019.

### X Portfolio
- Artista: Robert Mapplethorpe. Portfolio de veinte fotografías en blanco y negro originales. Año de creación: 1978. Año de incorporación a la colección: 2018.

El X Portfolio es una obra de arte creada en 1978 por el artista y fotógrafo Robert Mapplethorpe. La obra es considerada una de las más polémicas del artista debido a los códigos empleados y la explicitud en las secuencias fotográficas. En todas ellas se realiza un acercamiento a temáticas en torno prácticas sexuales explícitas enmarcadas en la homosexualidad o el sadomasoquismo. Tres secuencias fotográficas diferentes formaron la idea de Portfolio. El primero fue el X Portfolio creado en 1978, donde el sexo explícito y el sadomasoquismo fueron protagonistas. El segundo fue el Y Portfolio protagonizado por imaginería floral y naturalezas muertas diversas. El último fue el Z Portfolio, protagonizado por fotografías eróticas masculinas a modelos de raza negra.
La primera polémica y gran visibilidad derivada del X Portfolio de Robert Mapplethorpe fue en 1990 en el marco de la muestra expositiva retrospectiva El Momento Perfecto dedicada a Mapplethorpe en Nueva York, Estados Unidos, donde fueron incluidas imágenes de sexualidad explícita. En algunas de ellas el propio Mapplethorpe era penetrado por objetos sadomasoquistas como dildos, guantes o látigos, tanto oral como analmente.
La obra fue expuesta además en el marco de Tensiones Implícitas en el Museo Guggenheim y fue duramente criticado por sucia y obscena y atacado y denunciada por entidades conservadoras y religiosas como  la American Family Association. A raíz de la controversia, la obra de Robert Mapplethorpe empezó a entenderse como una guerra intercultural. Hasta tal punto, que directores, comisarios y responsables de llevar la obra y exponerla en diferentes museos y centros de arte de Estados Unidos fueron acusados de pedofilia, pornografía infantil y obscenidad. Todos ellos fueron absueltos y estos sucesos dieron a la obra fama e irreverencia internacional.

### Filippo Strozzi in LEGO
- Artista: Ai Weiwei. Retrato instalativo compuesto por piezas de lego. 1,00 m. Año de creación: 2016. Año de incorporación a la colección: 2019.

Retrato de Felipe de Pedro Strozzi compuesto por piezas lego.

### Guernica. Picasso comunista
- Artista: Daniel García Andujar. Pieza compuesta por ciento noventa y seis documentos del FBI de una investigación que demuestra la ideología comunista de Pablo Picasso que fue investigado durante meses. Año de incorporación a la colección: 2019.[43]

### La civilización occidental y cristiana
- Artista: León Ferrari. Escultura. 40 cm. Año de creación: 1966. Año de incorporación a la colección: 2020.

### Presos Políticos en la España Contemporánea
- Artista: Santiago Sierra. Veinticuatro fotografías; instalación fotográfica intervenida. 1,00 m x 0,75 . Año de creación: 2018. Año de incorporación a la colección: 2018.

Obra crítica y de denuncia retirada de la edición de Arco de 2018. Debido a la polémica Tatxo Benet adquiere la obra Presos Políticos en la España Contemporánea de Santiago Sierra . El 21 de febrero de 2018, la Feria Internacional de Arte Contemporáneo (Arco) pidió a la galería Helga de Alvear que retirara la obra Presos políticos en la España contemporánea de Santiago Sierra. Según la organización Ifema, se retiró la obra porque "la polémica que ha provocado en los medios de comunicación la exhibición de estas piezas está perjudicando la visibilidad del conjunto de los contenidos que reúne ARCOmadrid 2018". La obra es una serie de 24 retratos fotográficos en blanco y negro pixelados para denunciar el ingreso en prisión de los miembros de las asociaciones culturales catalanas Jordi Sánchez (de Asamblea Nacional Catalana) y Jordi Cuixart (de Òmnium Cultural), miembros del destituido gobierno catalán como Oriol Junqueras (vicepresidente), el sindicalista Andrés Bódalo, los detenidos en el caso Alsasua, los dos detenidos en los carnavales de Madrid de 2016 de Títeres desde Abajo, activistas del 15-M, miembros del antiguo diario Egin o los dos anarquistas condenados por hacer estallar una bomba en la basílica del Pilar de Zaragoza. Benet cedió la primera obra de su colección al Museo de Lérida, donde meses antes salieron las obras del Monasterio de Sixena, donde fue expuesta durante meses. La obra además fue cedida a más de treinta ciudades de España y a varios países europeos para ser expuesta, como contrarreste a la censura. En el año 2019 regresa a Arco de nuevo cedida por Benet y es mostrada en el marco de la Feria Internacional de Arte Contemporáneo. La obra fue expuesta también junto a Amén o La Pederastia de Azcona en la Prisión Modelo de Barcelona en una muestra reivindicando la libertad de expresión en 2018.

### Estatua de la Chica de Paz
- Artistas: Kin Eun-Sung y Kim Seo-Kyung. Escultura de bronce de 145 cm. Año de creación: 2011. Año de incorporación a la colección: 2019.

Obra escultórica de los artistas y activistas coreanos Kim Eun-Sung y Kim Seo-Kyung, que muestra a una esclava sexual coreana de la II Guerra Mundial. La escultura homenajeaba a las mujeres coreanas ofrecidas a los soldados japoneses como chicas de compañía, fue prohibida por las autoridades japonesas. La obra de bronce de 145 centímetros de altura, también la componían unas reproducciones de tamaño menor en bronce, que eran colocadas en forma de protesta, en lugares próximos a sedes diplomáticas japonesas. 
En la Trienal de Aichi, en Japón, el gobernador de Aichi, Hideaki Omura, decidió clausurar la exposición "Después de la libertad de expresión", compuesta por obras polémicas y censuradas de Japón, en la que exhibía la escultura ante las quejas y protestas de los visitantes. La primera escultura sobre esclavas sexuales fue exhibida en 2011, frente a la embajada de Japón en Seúl. En 2015, Japón negó una subvención a una fundación de mujeres, al menos que la obra expuesta allí, fuera inmediatamente retirada. En Corea del Sur ha instaladas 104. La obra original de 145 centímetros del altura forma parte de la colección Censored desde el año 2019.